# Раманатан, Вирабхадран
Вирабхадран Раманатан (англ. Veerabhadran «Ram» Ramanathan; род. 24 ноября 1944, Мадурай, Индия) — американский учёный-климатолог индийского происхождения, пионер в области исследований изменения климата.
Член Национальной АН США (2002) и Американского философского общества (2006), а также Папской АН (2004) и Шведской королевской АН.
Доктор философии (1974), заслуженный профессор Scripps Institution of Oceanography, где трудится с 1990 года.
В 1975 году выявил экстрапарниковый эффект, оказываемый хлорфторуглеродами.
В 1997 году обнаружил Азиатские коричневые облака.
Ныне он также ведёт обширную общественную деятельность, связанную с противодействием глобальному потеплению.

## Биография
По национальности индус.
Окончил Аннамалайский университет (бакалавр инженерии, 1965). В 1970 году получил степень магистра инженерных наук в Indian Institute of Science и в том же году эмигрировал в США. В 1974 году в Университете штата Нью-Йорк в Стоуни-Брук получил степень доктора философии по атмосферам планет. В 1974—1976 годах являлся постдоком от НАСА. В 1976—1982 годах — научный сотрудник, в 1982—1986 годах — старший научный сотрудник Национального центра атмосферных исследований. В 1986—1990 годах — профессор Чикагского университета. С 1990 года профессор Калифорнийского университета в Сан-Диего. В 2010 году основал Project Surya в Индии.
Среди его соавторов David G. Victor.
В 2012 году впервые встретился с Далай-ламой XIV.
Член Американской академии искусств и наук, Индийской АН и TWAS.

## Награды и отличия
- Buys Ballot Medal[англ.] (1995)
- Volvo Environment Prize (1997)
- Carl-Gustaf Rossby Research Medal[англ.] (2002)
- Премия Тайлера (2009)
- Champion of the Earth[англ.] (2013)[2]
- Вошёл в Список Топ-100 мировых мыслителей по версии журнала Foreign Policy (2014)[4]
- BBVA Foundation Frontiers of Knowledge Award (2015)[5]
- Медаль Ревелла, Калифорнийский университет в Сан-Диего (2016)[6]
- Villanova University Mendel Medal (2018)[7]
- Премия Тан (2018, совместно с Джеймсом Хансеном)[8]
- Премия «Голубая планета» (2021)